# Бауэрс, Джек
Джон Уильям Энслоу Бауэрс (англ. John William Anslow Bowers; 22 февраля 1908 — 4 июля 1970), более известный как Джек Бауэрс (англ. Jack Bowers) — английский футболист, центральный нападающий. Известен по выступлениям за клубы «Дерби Каунти» и «Лестер Сити», а также за национальную сборную Англии.

## Клубная карьера
Уроженец Лоу-Сантона, Сканторп, Бауэрс начал футбольную карьеру в местной команде «Эпплбай Уоркс». Свой первый профессиональный контракт подписал с клубом Мидлендской футбольной лиги «Сканторп энд Линдзи Юнайтед» в декабре 1927 года. Провёл в этой команде полгода.
В мае 1928 года Бауэрс перешёл в «Дерби Каунти». 2 февраля 1929 года дебютировал за клуб в матче против «Болтон Уондерерс» на стадионе «Бейсбол Граунд», отметившись забитым мячом. Неделю спустя в матче против «Портсмута» на стадионе «Фраттон Парк» Бауэрс сделал хет-трик. Этот хет-трик стал первым из 16 хет-триков, сделанных Бауэрсом за годы его выступлений в «Дерби Каунти».
После трансфера Гарри Бедфорда в «Ньюкасл Юнайтед» в декабре 1930 года Джек Бауэрс стал основным центральным нападающим «Дерби Каунти». В сезоне 1930/31 Бауэрс забил за «баранов» 37 голов, что стало клубным рекордом. 
В сезоне 1931/32 забил 25 голов, вновь став лучшим бомбардиром клуба. В сезоне 1932/33 забил 35 голов в чемпионате лучшим бомбардиром не только клуба, но и всего Первого дивизиона. В том же сезоне Бауэрс забил 8 голов в Кубке Англии, в котором «бараны» дошли до полуфинала. Всего Джек забил в том сезоне 43 гола в 47 матчах, что является клубным рекордом «Дерби Каунти».
В сезоне 1933/34 Бауэрс вновь стал лучшим бомбардиром Первого дивизиона, забив 34 гола.
В сентябре 1934 года получил серьёзную травму колена в игре против «Тоттенхэм Хотспур», после чего его место в основном составе «Дерби Каунти» занял Хьюи Галлахер. В сезоне 1935/36 восстанавливающийся от последствий травмы Бауэрс забил 30 голов за резервную команду «Дерби Каунти» в Центральной лиге и помог команде выиграть этот турнир. В сезоне 1936/37 вернулся в первую команду. 5 сентября 1936 года в домашнем матче против «Манчестер Юнайтед», в котором «бараны» проигрывали со счётом 1:4, Бауэрс забил четыре гола за 15 минут (с 64-й по 79-ю минуты) и принёс своей команде победу со счётом 5:4. Два месяца спустя он покинул команду. Всего он провёл за «Дерби Каунти» 220 матчей и забил 183 гола. Занимает третье место в списке лучших бомбардиров «Дерби Каунти» за всю историю после Стива Блумера и Кевина Хектора.
В ноябре 1936 года перешёл в выступавший во Втором дивизионе «Лестер Сити» за 6000 фунтов. В сезоне 1936/37 помог «лисам» выиграть Второй дивизион, забив 33 гола в 27 матчах и став лучшим бомбардиром турнира, и вернуться в высший дивизион. В последующие два сезона забил только 19 голов в Первом дивизионе. В 1939 году официальные турниры в Англии были отменены в связи с войной, что также ознаменовало конец футбольной карьеры Джека Бауэрса, хотя официально он завершил карьеру только в августе 1943 года. За «Лестер Сити» он официально забил 56 голов (52 — в лиге и ещё 4 — в Кубке Англии).

## Карьера в сборной
14 октября 1933 года дебютировал за национальную сборную Англии в матче Домашнего чемпионата против сборной Ирландии на «Уиндзор Парк», отличившись забитым мячом.
Всего провёл за сборную 3 матча, забив 2 гола.
Также провёл два матча за сборную Футбольной лиги Англии.

#### Матчи за сборную Англии
| № | Дата            | Стадион                               | Соперник  | Результат | Голы Бауэрса | Турнир                     |
| - | --------------- | ------------------------------------- | --------- | --------- | ------------ | -------------------------- |
| 1 | 14 октября 1933 | «Уиндзор Парк», Белфаст               | Ирландия  | 3:0       | 60′          | Домашний чемпионат 1933/34 |
| 2 | 15 ноября 1933  | «Сент-Джеймс Парк», Ньюкасл-апон-Тайн | Уэльс     | 1:2       |              | Домашний чемпионат 1933/34 |
| 3 | 14 апреля 1934  | «Уэмбли», Лондон                      | Шотландия | 3:0       | 85′          | Домашний чемпионат 1933/34 |

## Достижения

### Командные достижения
Лестер Сити
- Чемпион Второго дивизиона: 1936/37

### Личные достижения
- Лучший бомбардир Первого дивизиона Футбольной лиги: 1933 (35 голов), 1934 (34 гола)
- Лучший бомбардир Второго дивизиона Футбольной лиги: 1937 (33 гола)

## После завершения карьеры футболиста
В августе 1943 года вошёл в тренерский штаб «Ноттс Каунти», работал с юношескими командами. В сентябре 1945 года вернулся в «Дерби Каунти» в качестве ассистента главного тренера. Работал в тренерском штабе «Дерби Каунти» на протяжении последующих двадцати лет.
Жил с женой неподалёку от стадиона «Бейсбол Граунд», где владел магазином.
Умер в июле 1970 года в Личфилде (графство Стаффордшир).

## Личная жизнь
Сын Джека, Джон Бауэрс-младший, также играл за «Дерби Каунти» с 1957 по 1966 год (65 матчей в лиге).